# Иброхимова, Рихси Исмаиловна
Рихси Ибрахимова (29 декабря 1937) — советская и узбекская актриса. Народная артистка Узбекской ССР (1979)

## Биография
Рихси Ибрахимова родилась 29 декабря 1937 года в Ташкенте. Начала актёрскую деятельность в 1956 году, будучи студенткой театрального института имени А. Н. Островского. За долгие годы театральной карьеры Рихси Ибрахимова создала незабываемые образы, в более чем 50 спектаклях.

## Образование
В 1959 году окончила актёрский факультет Ташкентского театрального института имени А. Н. Островского.

## Карьера
- В 1956 году начала свою деятельность в драматургическом театре имени Хамзы (Узбекский национальный драматический театр).
- С 1950 по 1975 года была ведущей на радио, совместно с народным актёром С. Пулатовым((вела радио рубрики,такие как «Ёшлик (Молодость)» и «Табассум (Улыбка)»))

## Звания и награды
- Народный артист Узбекской ССР (1979)
- Орден «Эл-юрт хурмати» (2011 год)
- Орден «Фидокорона хизматлари учун» (2020 год)[2]
- Орден «Мехнат шухрати» (1997 год)
- Обладательница номинации «Сахна фариштаси»

## Творчество
Ещё будучи студенткой играла в театральных постановках. Она сыграла такие роли как Озода («Имон»), Феруза («Мирзо Улугбек»), Гули («Алишер Новоий»), Офелия («Гамлет»), Ойша Садикова («Хазрати аёл») и другие.Также исполняла главные роли в радиопостановках «Тилла узук (Золотое кольцо)», «Она калби (Душа матери)», «Гудшан», «Солдат беваси (Вдова солдата)» и другие.
На протяжении многих лет она участвовала в телевизионной программе «Оталар сузи - аклнинг кузи (Отцовское слово - глаз ума)». Рихси Ибраимова исполняла главные роли таких телевизионных спектаклей как «Кизлар (Девочки)», «Гирдоб (Водоворот)», «Навоий», «Кеча ва кундуз (День и ночь)», «Бобур», «Вафодор (Преданый)» и другие.
Рихси Ибрагимова снялась в ряде художественных фильмов и многосерийных фильмах. Также она участвовала в озвучке около 500 фильмов

### Роли в театре
- «Йулчи юлдуз» («Гуласал») - главная роль
- «Алишер Навоий»  («Гули»)
- «Бой ила хизматчи» («Жамила»)
- «Хамлет» («Офелия»)
- «Олтин девор» (Дилором)
- «Алла» (Ойсара Ахадова)

### Фильмография
- 1969 — УЛИЦА ТРИНАДЦАТИ ТОПОЛЕЙ — эпизод(нет в титрах)

- 1970 — Интеграл — Ойхон
- 1977 — Озорник — мать Карабая
- 1978 — Подарю тебе город — родственница на свадьбе
- 1982 — Роща памяти — мама Санобар
- 1985 — Бунт невесток — Бустан
- 1989 — Шок — эпизод
- 1991 — Назугум
- 1992 — Ангел в огне
- 1998 — Шайтанат — царство бесов — мать Джамшида
- 1999 — Оратор
- 2006 — Анора — бабушка Аноры
- 2008 — Новый бай — тетя Ханум
- 2010 — Отец — Зухра (главная роль)
- 2010 — Поздняя жизнь
- 2011 — Хотелось бы встретиться — бабушка
- 2012 — Подлость
- 2013 — Вдова и вдовец — бабушка Акбара
- 2017 — Кулба
- 2020 — Темур